# Henricus Beginiker
Henricus Beginiker (geb. 1583 in Bielefeld; gest. 1665) war ein westfälischer Orgelmusiker und Geistlicher. Er war Vikar in Büderich (Werl) und 1625 Geistlicher des Landdrost Friedrich von Fürstenberg in Herdringen (Arnsberg). Er ist insbesondere bekannt für sein kleines Büchlein, worin er Lieder zur Weihnacht in Noten festhielt.
Eine Sammlung aus seinem Tabulaturbuch wurde von dem Kirchenmusiker Rudolf Ewerhart unter dem Titel Weihnacht 1622 herausgegeben.